# Paralecithodendrium carlsbadense
Paralecithodendrium carlsbadense är en plattmaskart. Paralecithodendrium carlsbadense ingår i släktet Paralecithodendrium och familjen Lecithodendriidae. Inga underarter finns listade i Catalogue of Life.